# 이달의 방송기자상
이달의 방송기자상은 한국방송기자연합회와 한국방송학회가 공동으로 주관하여 2008년부터 전국 회원을 대상으로 방송에 게재된 기사 중 가장 좋은 기사를 가려내어 월 1회 수여하는 상이다.

## 부문별 역대 수상자
|        |      | 뉴스 부문 | 기획 부문 | 전문보도 부문 |
| ------ | ---- | --- | --- | --- |
| 2008년 | 1회  | MBC 임명현, 이상현 ‘한국식품에서도 멜라민 검출’ SBS 우상욱 ‘전교조 가입현황 공개 추진과 파장’ YTN 김웅래, 시철우 ‘장안동 성매매 업주 경찰상납 장부 확인’   | MBC 유충환, 신은정 ‘고통 받는 서민생활 현장 르포’ KBS 김태형, 성재호, 조현관 ‘현 정부 부동산 정책 점검’                                                                        | |
| 2008년 | 2회  | MBC 이세옥, 이정신 KBS 유광석, 김건우 | SBS 박수택 전문기자 등 7명 MBC 김수진, 이호찬, 김병헌 | |
| 2008년 | 3회  | 김연석 MBC기자 | 윤석구, 이진성 김대원 KBS | |
| 2009년 | 7회  | '신영철 대법관 이메일로 재판 압력' 보도로 '촛불 재판 몰아주기 배당 의혹' 제기한 KBS 법조팀(이주형·이영섭·김귀수·정윤섭·강민수·노윤정·남승우·김경진)        | 국내 언론 최초로 북한 주민들이 남한 법원에 소송을 제기하는 전 과정을 심층보도하고, 이 과정에 북한 당국자까지 개입돼 있다는 사실도 밝혀낸 SBS 뉴스추적팀의 최호원·장세만·배문산 | |
| 2009년 | 15회 | SLS 조선 수백억 분식회계 관련 연속보도 mbn 유상욱, 안형영, 송한진 “국세청, 조선일보에 기사무마 압력” 보도한 KBS 강민수                                     | 해외부동산과 주식투자 비밀을 다뤄 효성가 의혹 파헤친 MBC 후플러스 김병헌, 백승우                                                                                               | |
| 2010년 | 19회 | YTN 김문경 기자, MBC 조현용 기자 | 이성완 아리랑TV 방송본부장 KBS 탐사보도팀 | |
| 2010년 | 20회 | 천안함 침몰과 관련, 군 상황보고 문건을 입수해 보도한 MBC 특별취재팀의 이성주, 배선영, 김대경, 김정호, 여홍규, 최형문, 김세진, 전재호                       | 학계와 공직사회의 논문 이중게재 및 이중실적 제출과 연구비 이중수령 의혹을 알려낸 KBS 탐사보도팀의 김태형, 박중석, 김정환, 고성준, 장세권                                       | |
| 2010년 | 21회 | 고등교육법상 금지된 이중등록과 중복합격이 대학의 수시, 정시모집에서 이뤄지고 있는 실태를 고발한 SBS 김정윤, 최우철                                         | 국내 펀드시장의 왜곡된 구조와 관행을 짚어낸 KBS 이승환, 유혁근 | |
| 2010년 | 22회 | “중국, 북한 항구/자원 싹쓸이 하나”(MBC 최형문) | | “한국전쟁 60주년 특집다큐” 2부작(SBS 김천홍, 이대욱) “한국전쟁을 말한다” 5부작(YTN 임수근, 장아영, 이성모, 최계영) |
| 2010년 | 23회 | ‘현직 국회의원 사찰’ 외 2편 SBS 손승욱, 김요한 | ‘아파도 참아라’ MBC 유충환 | ‘DMZ 희망을 노래하다’ YTN 이문세, 안광연                                                                           |
| 2010년 | 24회 | <조현오 경찰청장 내정자 “노무현…”> KBS 김경수, 심인보(추적60분) <국새-말로만 600년 전통 외 2편> SBS 이한석, 이종훈, 정형택                                 | <국권침탈 100년, 우리시대에 던지는…> KBS 금철영, 박상민, 이정민, 박동혁 | <국권침탈 100년, 우리시대에 던지는…> KBS 금철영, 박상민, 이정민, 박동혁                                            |
| 2010년 | 25회 | ‘유명환 장관 딸 특채’ SBS 김지성, 김범주 | 시사기획10 ‘빚 중독’ 사회 KBS 이승환, 김휴동 | |
| 2010년 | 26회 | ‘그랜저 검사 – 승용차 오간 수상한 수사’의 SBS 우상욱ㆍ김정인ㆍ김요한                                                                                       | KBS 김정환ㆍ강승혁 기자의 ‘가출 청소년 버려진 미래’와 MBC 김정호 기자의 ‘4대강과 국방의 의무’                                                                                  | |
| 2010년 | 27회 | <줄기세포 국내서 불법시술>, MBC 정준희, 문소현, 전재호, 신재원                                                                                             | 시사매거진 2580<믿기지 않는 구타사건>, MBC 김재용, 김태효 | 시사기획 KBS 10의 <승자독식의 자화상>, KBS 박순서                                                                  |
| 2011년 | 28회 | mbn 안형영, 오대영 기자의 <천신일 수사 연속보도> | KBS 최서희, 유혁근 기자의 <낮은 세상과 공감하다> | 영상취재부문: SBS 뉴스텍 박현철 기자의 <말레이 곰 우리 탈출, 입산통제>                                             |
| 2011년 | 29회 | SBS 임찬종, 박상진, 김도균 기자의 <강희락 前 청장 출국금지> 등 ‘함바 게이트’ 연속 보도                                                                     | MBC 임명현, 박지민 기자의 <원전, 미공개 계약 조건> | |
| 2011년 | 30회 | SBS 권영인, 이한석 기자의 <인도네시아 대통령 특사단 숙소 괴한침입>                                                                                         | KBS 김정환, 박인규 기자의 <황혼의 빈곤, 폐지 줍는 노인들> | |
| 2011년 | 31회 | KBS 변진석 조세준 정환욱 기자의 <쓰레기 식재료 파는 가락시장> SBS 권애리 기자의 <사라진 에어백 들통>                                                       | | |
| 2011년 | 32회 | SBS 정명원, 한정원 기자의 <영업정지 직전 거액 인출 외 2편>                                                                                                 | MBC 김재용, 김신주 기자의 시사매거진2580 <공포의 집합> | KBS 박순서, 정윤섭, 조현관 기자의 시사기획10 <자갈위를 달린 KTX>                                                   |
| 2011년 | 33회 | | KBS 이정민, 홍성민 기자의 시사기획 KBS10<생사의 갈림길, 마지막 10시간> | |
| 2011년 | 34회 | GTB 강원민방 이상준, 백행원, 박종현, 유세진 기자의 <경포호 바다가 되다> 연속보도                                                                           | KBS 홍사훈, 이성림 기자의 시사기획 KBS10 <한중일 대륙붕 삼국지> | |
| 2011년 | 35회 | KBS 박태서, 유광석, 송영석 기자의 <수험생 둔 학부모가 수능문제 출제> 연속보도                                                                              | SBS 이대욱, 김요한 기자의 현장21 <돈 되는 치료만 합니다> | |
| 2011년 | 36회 | SBS 손승욱, 김정인, 이한석, 조기호, 정혜진, 한승환 기자의 <단일화 돈거래 의혹..체포 외 2편>                                                                | | |
| 2011년 | 37회 | MBN 최인제, 엄민재 기자의 <줄줄 새는 구제역 보상금…검찰 수사 착수 등 3편>                                                                                  | KBS 홍사훈, 이성림 기자의 <상생의 조건, 조주각씨와 Mr. 힐러> | |
| 2011년 | 38회 | MBC 최훈, 조국현 기자의 <어린이집 아동학대 연속보도> | KBS 정윤섭, 한상윤 기자의 시사기획 KBS10 <병원 주식회사> | KBS 정윤섭, 한상윤 기자의 시사기획 KBS10 <병원 주식회사>                                                           |
| 2012년 | 39회 | MBC 전준홍 기자의 <현대판 밀수선‥‘따이공’을 아시나요> | KBS 이승환, 안양봉, 강승혁 기자의 <글로벌진단 – 위기의 시대 3부작> | KBS 이승환, 안양봉, 강승혁 기자의 <글로벌진단 – 위기의 시대 3부작>                                                 |
| 2012년 | 40회 | MBN 갈태웅 기자의 <명동성당 재개발, 무엇이 문제인가?> | | |
| 2012년 | 42회 | | 기획다큐부문: KBS 이주형, 정윤섭, 이성림 기자의 <시사기획 창 – 대한민국 부의 보고서, 평창을 점령한 사람들>                                                                     | 기획다큐부문: SBS CNBC 신현상, 신욱, 권세욱 기자의 기획시리즈 <부실 늪에 빠진 저축은행>이                          |
| 2012년 | 43회 | 파업채널 리셋KBS 뉴스9의 <민간인 사찰 관련 연속보도> | | |
| 2012년 | 44회 | YTN 권민석, 김정원 기자의 최시중 “돈 받았지만, 대가성 없어”외 2편 연속보도                                                                                 | 기획다큐부문으로는 KBS 이승환, 진만용 기자의 KBS 시사기획 창 ‘대기업과 조세정의’                                                                                               | |
| 2012년 | 45회 | MBN 오이석, 강현석, 김태영, 정수정, 엄해림 기자의‘민간기업 불법사찰 또 있었다 외 8편 SBS 임찬종, 한상우 기자의‘퇴출 후보 미래저축은행 회장 밀항 시도 체포’ | 기획다큐부문: SBS 최효안, 이무진 기자의 현장21 ‘의문투성이 우면산 복구’ | |
| 2012년 | 46회 | YTN 김지선, 권한주 기자의‘향군, 검증 없이 빚보증…790억 날려’                                                                                               | 기획다큐부문: SBS 최효안, 박현철 기자의 현장21 ‘응급실은 응급상태’ | |
| 2012년 | 47회 | SBS 정영태, 최재영 기자의 미군, 시민 수갑채워 ‘강제연행’ 한국경제TV 한창률, 이성민 기자의 인천공항급유시설, 대한항공 특혜                                  | | |
| 2012년 | 48회 | SBS 최재영 기자의 ‘용역 폭력’ 파문 확산 KBC 광주방송 백지훈, 이계혁, 이형길, 김학일 기자의 수 천 억원 국비 사업 부실                                       | 기획다큐부문: SBS 김도균 기자의 현장21 – 두 번 버려진 사람들 | |
| 2012년 | 49회 | KBS 강민수, 박경호 기자의 ‘정준길 불출마 종용 의혹 관련 택시승차 논란’ SBS 손승욱, 정혜진 기자의 ‘외국인 학교 비리, 재벌가 며느리 줄소환’                  | | |
| 2012년 | 50회 | MBC 여홍규, 조영익, 서혜연 기자의 <농심 라면 스프에 ‘1급 발암물질’>                                                                                        | 기획다큐부문에는 KBS 이석재, 이영재 기자의 시사시획 창 <급발진…그들은 알고있다>                                                                                                | |

|        |      | 뉴스 부문 | 기획 부문 | 전문보도 부문                                                 | 지역보도부문 지역 뉴스 | 지역기획 부문 |
| ------ | ---- | --- | --- | ------------------------------------------------------------- | --- | --- |
| 2012년 | 51회 | SBS 김범주, 조기호 기자의 <김광준 부장검사 거액수뢰 및 수사개입> 연속보도                                                                  | 기획다큐: KBS 안양봉, 성인현 기자의 시사시획 창 <조희팔 살아있다>                                                                                                   |                                                               | KBC 광주방송 박승현, 류지홍, 정규혁, 최복수 기자의 <여수시청 공무원 거액 공금횡령>                                                                                | 안동MBC 정윤호, 손인수 기자의 <99%를 위한 경제, 협동조합>                                                                    |
| 2012년 | 52회 | KBS 심인보, 김태현 기자의 <선관위, 새누리 불법선거운동 혐의 조사>                                                                          | 기획다큐: KBS 김태선, 금철영, 유원중, 강민수, 김귀수, 박경호, 이주형, 성재호, 송현정, 김민철, 공아영, 정윤섭, 정현석, 한규석 기자의 <대선특별기획 2부작>            |                                                               | | 기획다큐: KBS춘천 송승룡, 김수용 기자의 <0.008%… 그들만의 자치> 전주MBC 유룡 기자의 <육식의 반란-마블링의 음모>              |
| 2013년 | 53회 | KBS 정다원, 유호윤 기자의 “이마트 ‘미행·해고’ 노조 설립 방해?”                                                                             | SBS 최효안, 박현철 기자의 “국가유방암 검진 오진률 심각, 구멍 난 1조원 국가검진”                                                                                     |                                                               | KBS 대전 홍정표, 박병준, 김빛이라, 서창석 기자의 “농업에도 SSM 진출”                                                                                              | |
| 2013년 | 54회 | KBS 이주형, 성재호, 송현정, 김민철, 이병도, 공아영, 노윤정, 김태산 기자의 <영훈국제중 파행 운영 관련 연속보도>                             | KBS 안양봉, 조현관, 김용모 기자의 시사기획 창 <탈북자 이은혜> |                                                               | 강원민방 김도환, 조기현, 백행원, 유세진 기자의 <‘죽음의 덫’ 폐그물 연속보도>                                                                                      | KBC 광주방송 박승현, 이동근, 이형길, 박성호, 정경원, 김영휘, 박도민 기자의 <지자체 혈세가 샌다>                              |
| 2013년 | 55회 | YTN 신호 기자의 <한만수 후보자 종합소득세 2억원탈루 의혹보도>                                                                              | 아리랑TV 문건영 기자의 <아리랑 스페셜/“Comfort Women” One Last Cry>                                                                                                 |                                                               | KBS춘천 박상용, 박찬규 기자의 <동해안권 경제자유구역의 MOU 조작 사실 >연속보도                                                                                    | KBS청주 임재성, 이만영, 한성원, 강나루, 최영준 <뉴스完 /포트홀의 비밀>                                                       |
| 2013년 | 56회 | YTN 조임정, 한연희 기자의 <대기업 임원, 항공기 승무원 파문>                                                                                | SBS이대욱, 서진호 기자의 <현장21-나는 살인범이 아닙니다> |                                                               | KBC광주방송 강동일, 이계혁, 김영휘, 김재현, 박성호, 정경원기자의 <기아차 채용 대물림 노사 합의서 단독 입수>                                                       | 제주MBC 권혁태, 김기호 기자의 <4.3 특별기획-넉시오름의 세가지 이야기>                                                        |
| 2013년 | 57회 | YTN 김희준, 황혜경, 김지선 기자의 <한국행 희망 탈북청소년 9명 라오스서 강제 추방>                                                          | MBC 임소정, 박주일 기자의 <시사매거진 2580 – 의문의 형집행정지> |                                                               | KBS 대전 황정환, 박병준, 강욱현 기자의 <국정교과서에 ‘일본인사진’> 연속보도                                                                                       | KNN의 표중구, 신동희 기자의 <식구(食口)의 재구성>                                                                            |
| 2013년 | 58회 | YTN 이승현 기자의 <‘국정원 SNS’ 박원순 비하글 등 2만 건 포착>                                                                              | SBS 정성엽, 김정윤 기자의 <현장21 – 연예병사들의 화려한 외출, 불편한 진실>                                                                                          |                                                               | KBS부산 노준철, 공웅조, 김창한, 유성주 기자의 <원전 성적서 위조, 부품 비리 연속 단독보도>                                                                         | 부산MBC 이만홍 기자의 <지진, 흔들리는 한반도 (2부작)>                                                                        |
| 2013년 | 59회 | KBS 이병도, 김민철, 최연송 기자 <전재국, 아랍은행에 100만 달러 직접 예치>                                                                  | SBS 정명원, 이무진 <현장21 – 당신의 비밀이 거래되고 있다> |                                                               | KBS강릉 정창환, 엄기숙, 김영은, 정면구, 정한성, 김영선 <충격! 포스코 페놀 유출 파문 단독·연속 보도>                                                               | |
| 2013년 | 60회 | KBS 김귀수, 김희용, 김시원, 김준범 기자 <국정원 대선개입 숨겨진 진실 연속보도>                                                             | KBS 김진희, 김용모 기자 <시사기획 창 – 끝나지 않은 고통> |                                                               | KBS춘천 송승룡, 전성관 기자 농지은행 사기 실태 연속보도> | 부산MBC 임선응, 이보문, 김기태, 김유나 기자 구멍 뚫린 구군의회 의장단 업무추진비>                                            |
| 2013년 | 61회 | KBS 국현호, 김상민 기자 <현직 차관이 공문서 위조>                                                                                          | |                                                               | | KBS 창원 박상현, 민창호 기자 <뉴스 인사이드: 적조의 역습> KNN 김상철 기자 <아틀란티스를 찾아서>                              |
| 2013년 | 62회 | SBS 김수형 기자 <무선전화기, 돌연 석달 뒤 사용금지>                                                                                        | KBS 이영현, 이석재, 김진환 기자 <미납 추징금 25조원… 안 내실 겁니까> MBC 이호찬 기자 시사매거진2580 <삼성, 중고품이 A급>                                            |                                                               | KBS 춘천 박상용, 김민준 기자<예산 새는 임대농기계 사업> | KBC광주방송 박승현, 최복수 기자 <100억 차익 노린 불법개발, 공무원 개입 의혹>                                                 |
| 2013년 | 63회 | SBS 국정원 트윗글 110만건 넘었다 | KBS <시사기획 창> 팔만대장경, 가려진 상처 |                                                               | 대구MBC 요양원에서 치매노인 폭행 | 대구MBC 고려인 문명을 새기다                                                                                                 |
| 2013년 | 64회 | <북한 김정은 고모부 장성택 실각…주변인물 처형>(YTN 박순표 기자)                                                                            | |                                                               | <농어촌공사 승진시험 비리>(CJB 청주방송 김종기) | <고위공직자 재취업보고서-공생의 세계>(KBS 공아영, 김연주, 최형원, 손병우 기자) <육식의 반란2 – 분뇨사슬>(전주MBC 유 룡 기자) |
| 2014년 | 65회 | | 시사기획 창 <신년기획 ‘2014년 북한의 선택은’>(KBS 김귀수, 박인규) 현장21 <군함에 짝퉁 부품>(SBS 이한석, SBS뉴스텍 최준식)                                           |                                                               | <여수 기름유출 사고현장 유조선 단독 촬영>(KBC광주방송 박승현, 최복수, 여수MBC 나현호, 이춘경)                                                                     | |
| 2014년 | 66회 | <국산항공장비 총체적 부실 연속보도>(YTN 이만수, 한동오, 강재환, 원인식)                                                                    | |                                                               | <신보령화력발전소 부실 시공 의혹- 단독보도>(TJB대전방송 김석민, 조혜원, 황윤성, 김경한)                                                                           | |
| 2014년 | 67회 | <지하철 종합관제시스템 해킹 취약>(MBC 남재현) 기자                                                                                         | <T-50 탈출좌석 결함> 연속보도(MBN 오이석, 서정표, 강현석, 이성훈, 선한빛, 이동석, 한민용) <시사기획 창: 급발진은 있다>(KBS 이석재, 김용모, 오광택)                  | <스마트리포트: 모바일 30년 세상을 바꾸다>(SBS 권영인, 하대석) | <명품 세종시 아파트 뼈대 부실> 단독 심층보도(대전MBC 조형찬, 김윤미, 이승섭, 장우창, 신규호)                                                                      | |
| 2014년 | 68회 | | KBS 이병도, 김연주, 이상훈 기자의 <시사기획 창-군 성폭력 보고서> |                                                               | 광주MBC 김철원, 김인정, 송정근, 이정현 <황제노역, 우리는 법 앞에 평등한가 집중취재>                                                                               | 제주MBC 권혁태, 양윤택 기자 <산, 들, 바다의 노래>                                                                            |
| 2014년 | 69회 | YTN 김문경, 황혜경, 이상은 기자의 <합참 설계도 외부 유출 연속보도>                                                                         | KBS 강재훈, 홍병국 기자의 <시사기획 창 – 대한민국 피겨, 김연아 이후를 말한다>                                                                                       |                                                               | KBS창원 송수진 기자의 <뉴스인사이드-병실에 갇힌 황혼> | KNN 진재운, 김민욱, 신동희 기자의 <특집 다큐- 최초보고 숲, 도시를 살리다>                                                    |
| 2014년 | 70회 | KBS 이병도, 정수영, 김귀수, 김연주, 홍성희 기자의 <고위공직 후보자 인사검증> 연속보도                                                      | KBS 성재호, 노윤정, 김시원, 김태산, 오광택, 김태석 기자의 <시사기획 창-회장님의 미국 땅>                                                                            |                                                               | OBS 최기성 기자의 <총기 난사 당시 소대장 없었다> | G1 홍서표, 조기현, 김채영, 권순환, 원종찬, 유세진 기자의 <동해안 어촌계 비리 시리즈>                                         |
| 2014년 | 71회 | KBS 박석호, 윤 진, 황현택 기자의 <육군 28사단 윤 일병 폭행 사망>                                                                           | MBC 이호찬 기자의 시사매거진2580 <홈플러스의 ‘경품사기극’> |                                                               | <유병언 변사체 전남 순천서 발견>의 YTN광주 김범환 | 시사기획 판 <농촌 산모의 원정 출산>의 JTV 전주방송 이승환                                                                    |
| 2014년 | 72회 | SBS 김도균, 정윤식, 하대석, 권영인 기자의 <서울시, 지하 ‘빈 공간 위험’ 197곳 미리 알았다>                                                  | EBS 서현아, 이윤녕, 최이현 기자의 심층기획 <수학교육 대해부-“수포자의 진실”’>                                                                                       |                                                               | <어린이 물놀이장, 유해 페인트로 부실공사까지?>의 TJB 대전방송 노동현, 김경한                                                                                      | 시사기획 창 <녹두꽃, 독립운동으로 피다>의 KBS 전주 이지현, 신재복                                                            |
| 2014년 | 73회 | 뉴스타파 황일송, 홍여진, 김강민, 최형석, 김남범 기자의 <한체대 교수들, 학생 등 2백여명 상대 무면허 생체검사>                               | |                                                               | <‘특전사 가혹 훈련’ 연속·단독보도>의 KBS청주 이정훈, 함영구, 옥유정, 진희정, 구병회, 김학겸, 최영준, 이대용                                                       | <월성 1호기: 가려진 진실>의 포항MBC 장성훈                                                                                   |
| 2014년 | 74회 | 뉴스타파 박중석, 김경래, 송원근, 조현미, 신동윤, 최윤원, 김강민, 김기철, 김남범 기자의 <특별기획-원전묵시록2014>                           | KBS 김시원, 노윤정, 김연주, 김진환 기자의 <시사기획 창-회장님의 나라는 어디입니까?> EBS 오승재, 이동현, 이상미 기자의 <느린 학습자를 아십니까-경계선 지능 심층취재> |                                                               | TJB 대전방송 장석영, 채효진, 황윤성 기자의 <수천억 원 하수관 공사… 부실 투성이> OBS 김창문, 최기성, 김영길 기자의 <수도권매립지 “공익 제보했더니 신상 털려” 외>   | <습지의 경고>의 KBS 순천 김광진, 김강용                                                                                      |
| 2014년 | 75회 | KBS <2015 수능 생명과학 출제 오류 연속보도>의 이은정, 심수련, 우수경, 우정화, 조은경 SBS <동서식품 대장균 시리얼 재활용 연속보도>의 김종원 | 뉴스타파 <자영업 밥그릇 뺏는 재벌… 이번엔 아웃렛>의 유원중(객원), 김새봄, 김수영, 김남범                                                                            |                                                               | 전주MBC <2천억 원 BTL 하수관거 ‘내맘대로 공사’, 다시 파헤치다>의 박찬익                                                                                           | KBS강릉 <중국 동해를 삼키다>의 정면구, 권혁일, 김중용                                                                        |
| 2014년 | 76회 | KBS <‘땅콩회항’ 사건> 연속보도의 홍성희, 정새배                                                                                            | 뉴스타파 <국민연금 해외 부동산 투자 실태> 연속보도의 이유정, 김남범                                                                                                 |                                                               | 대구MBC <대구지역 택시 비리> 집중보도의 윤영균, 이동삼 | KBS 부산총국 <특별기획 3부작-늙지 않는 도시>의 공웅조, 김계애, 김창한, 류석민                                                |
| 2015년 | 77회 | 특권층 수감자들의 구치소에서 특별한 대접을 제공받는 실태(KBS 경인방송센터 김준범·이상원)                                                   | 기획다큐: '미니학교의 진실'(EBS 박용필) |                                                               | ‘국가공인 한자시험 조직적 부정’ 연속 보도(MBN 안진우, 이상은) 일제 강점기의 과거 역사가 청산되지 못하는 현실을 고발하고 해결방안을 제시(KBS전주 사건팀 김덕훈 외) | |
| 2015년 | 78회 | 이완구 총리가 인사청문회를 앞두고 언론사에 외압을 행사했다는 의혹(KBS 윤진)                                                                | 시사기획 창, '직장 내 괴롭힘 보고서 인격 없는 일터'(KBS 김연주, 강희준)                                                                                             |                                                               | '다문화 20년 청소년 보고서, 날고 싶은 완득이'(KBS 광주총국의 이성각, 박석수)                                                                                      | |

## 특별상
|        |      |                      | 수상자 |
| ------ | ---- | -------------------- | --- |
| 2010년 | 22회 | 뉴스 부문 특별상     | “한 시간강사의 안타까운 죽음” 외 4편 (KBS 광주총국 최혜진, 박석수)                                            |
| 2010년 | 23회 | 뉴스 부문 특별상     | 베트남 신부 살해 연속보도’ (KBS 부산총국 공웅조, 노준철, 허선귀, 류석민)                                      |
| 2011년 | 28회 | 뉴스 부문 특별상     | <눈 먼 돈 된 정부보조금> (CJB 청주방송 한성원, 김유찬 )                                                       |
| 2011년 | 30회 | 뉴스 부문 특별상     | <고위법관 비리 연속보도> (KBS 광주 류성호, 이승준)                                                            |
| 2011년 | 33회 | 뉴스 부문 특별상     | <부산저축은행 ‘총체적 부실’ 연속 추적보도> (KBS부산 노준철, 강지아, 공웅조, 장성길, 류석민)                   |
| 2011년 | 33회 | 다큐 부문 특별상     | 특별 다큐멘터리 2부작 <고려초조대장경> (대구MBC 마승락)                                                       |
| 2011년 | 37회 | 뉴스 부문 특별상     | <‘의혹투성 장애인 사업‘ 연속보도> (광주MBC 한신구, 김철원, 김인정, 박재욱, 이정현)                            |
| 2011년 | 38회 | 기획다큐 부문 특별상 | 노인의 날 보도특집 <百年의 고독> (KBS광주 정길훈, 정사균)                                                     |
| 2012년 | 40회 | 뉴스 부문 특별상     | <대구 중학생 자살사건 – 4장의 유서로 밝혀진 학교폭력의 실태> (대구MBC 김은혜, 이태우, 한태연, 이동삼, 한보욱) |
| 2012년 | 44회 | 뉴스 부문 특별상     | 실속 없는 기업 유치 비리 1년 추적보도 (KBS강릉 박상용, 이준하)                                                |
| 2012년 | 45회 | 심사위원 특별상      | ‘풍도, 그 섬에 바람꽃 있었네’ (OBS 채종윤)                                                                    |
| 2012년 | 46회 | 기획다큐부문 특별상  | ‘위대한 비행’ (KNN 진재운)                                                                                    |
| 2012년 | 49회 | 기획다큐부문 특별상  | ‘빗물, 생명수로 태어나다’ (KBS제주 염기석, 강재윤)                                                            |

## 같이 보기
- 관훈언론상
- 이달의 기자상
- 한국기자상
- 한국방송기자대상